# Mali Kamen
Mali Kamen – wieś w Słowenii, w gminie Krško. W 2018 roku liczyła 255 mieszkańców.